# Mark L. Walberg
Pour les articles homonymes, voir Walberg.
Ne doit pas être confondu avec Mark Wahlberg.
Mark Lewis Walberg est un animateur de télévision, acteur et producteur de cinéma américain, né le 31 août 1962 à Florence (Caroline du Sud).

## Filmographie

### comme présentateur
- 2003 : Amour et quiproquos (série TV) : Host
- 2003 : House Rules (série TV) : The Host
- 2004 : Test the Nation 2 (TV) : Co-Host
- 2004 : On the Cover (série TV) : Host (unknown episodes)
- 2004 : The Mansion (série TV) : Host
- 2006 : Three Card Poker National Championship (TV) : Host
- 2008-2009 : The Moment of Truth

### comme acteur
- 2004 : Qui veut m'épouser ? (I Want to Marry Ryan Banks) (TV) : Stan
- 2005 : Pissed : TV News Reporter

### comme producteur
- 2000 : Sunday Dinner (série TV)